# Leksands hembygdsgård
Leksands hembygdsgårdar är en hembygdsgård i Leksands-Noret, Leksands kommun.
Hembygdsgårdarna skapades ursprungligen av Jones Mats Persson Källberget. Han hade hade 1897 uppfört Belvedèren Rundablick, ett utkikstorn i Källberget. Då han sommaren samma år besökte Allmänna konst- och industriutställningen i Stockholm och samtidigt gjorde ett besök på Skansen blev han inspirerad att rädda det folkliga kulturarvet i hemtrakterna. 1899 öppnade han därför ett "etnografiskt museum" i Lisselby i Leksand. Anläggningen bestod till slut av fyra byggnader och var en av de allra första hembygdsgårdarna i Sverige. För att finansiera sitt museum sålde han efterhand av sin egendom. Leksandsborna var huvudsakligen oförstående, men han hade stöd från Gustaf Ankarcrona, liksom bland många turister. Med tiden växte uppskattningen för hans museum, särskilt sedan det 1909 besökts av kronprinsparet. Museet köptes 1914 av Leksands kommun. 1937–1938 flyttades till en allmänning vid gamla färjelägret intill fästet för flottbron på Åkerösidan. Här placerades också efterhand andra byggnader som räddats på olika håll. Läget var dock inte det bästa, och 1963–1965 flyttades hembygdsgården på nytt, delvis finansierat av AMS-medel till åkermark i närheten av kyrkan utmed kyrkallén. Här tillfördes ytterligare byggnader, så att den nu omfattar omkring 25 byggnader.
Bland byggnaderna märks bland annat en dubbelbod från 1516 från Klasgården i Laknäs, en loftbod från Björken från 1580-talet, en loftbod från Tällberg från 1606 som tillfördes museet redan 1904, Jonesstugan i vilken museet öppnades 1899 vilken är från 1750-talet och kommer från Djura, Winter Carl Hanssons verkstadsstuga från Yttermo, ett stolphärbre från 1500-talet från Almo, ett annat stolphärbre omkring 1630 från Hjulbäck med dalrunor på sädeslåren, den storstugan från Gattugården i Ullvi uppförd 1793–1795 samt nedanför slänten mot älven ett båthus som nyuppfördes 1965 med förebild i ett båthus från Zorngården rymmande tre kyrkbåtar varav en från 1700-talet och två från 1800-talet.